# Angel-A
Angel-A è un film del 2005 diretto da Luc Besson.
La pellicola è un omaggio a Parigi, città di origine del regista.
(Luc Besson)

## Trama
(dalla presentazione del film di Luc Besson)
André, comico personaggio apparentemente ottimista e spensierato, vive un momento di difficoltà a causa dei suoi debiti con la malavita parigina e della sua incapacità di prendersi cura di sé. Cittadino americano unicamente grazie alla vincita alla lotteria di una Green Card, si rifugia presso l'ambasciata degli Stati Uniti, che però rifiuta di aiutarlo. Oppresso dalla propria vita e dai propri debiti, decide di buttarsi da un ponte sulla Senna, ma nello stesso istante anche un'affascinante donna, Angel-A, intende suicidarsi gettandosi proprio dallo stesso ponte. Dopo un breve dialogo, la ragazza si butta e André, compiendo l'unico atto di coraggio della sua vita, salta anch'egli giù dal ponte per salvarla.
Per sdebitarsi Angel-A deciderà di seguirlo e aiutarlo nelle difficili trattative con i vari creditori e nel recuperare il denaro necessario a pagare i suoi numerosi debiti. Angel-A è un angelo moderno che si prostituisce per consentire ad André di estinguere i suoi debiti e gli insegna a volersi bene, a rispettarsi, ad amare la vita e gli altri. Alla fine nasce un forte legame d'amore tra i due, che porta Angel-A a non volersi staccare da André a missione compiuta, quando André riesce finalmente a capire che Angel-A gli è stata inviata per un motivo ben preciso. La stessa Angel-A capirà di avere bisogno di André tanto quanto egli ha bisogno di lei, anche solo per poter percepire le connessioni emotive che la divinità le ha negato.

## Riferimenti ad altre opere
Il film contiene riferimenti a Il cielo sopra Berlino, diretto da Wim Wenders nel 1987, e La vita è meravigliosa, diretto da Frank Capra nel 1946. In particolare la scena del tentato suicidio di André e di Angel-A è una esplicita citazione dell'analoga scena di La vita è meravigliosa che ha per protagonisti George Bailey e l'angelo Clarence.

## Riconoscimenti
- 2006 - Gérard du cinéma
  - Peggior sceneggiatura originale[3]